# Raport mniejszości (opowiadanie)
Raport mniejszości (tyt. oryg. Minority Report) – opowiadanie Philipa K. Dicka opublikowane w czasopiśmie „Fantastic Universe” w styczniu 1956 roku.
W Polsce opowiadanie ukazało się m.in. w czwartym tomie Opowiadań zebranych Dicka, wydanym przez wydawnictwo Prószyński i S-ka pod tytułem My zdobywcy (ISBN 83-7255-242-8) oraz przez wydawnictwo Amber pod tytułem Raport mniejszości.
Na podstawie opowiadania zrealizowano film fabularny Raport mniejszości z Tomem Cruise'em w roli głównej.